# Mieczotka
Mieczotka (ros. Мечётка) – wieś w Rosji, w obwodzie woroneskim, w rejonie bobrowskim. W 2010 liczyła 1100 mieszkańców.